# Museu Nacional do Kuwait

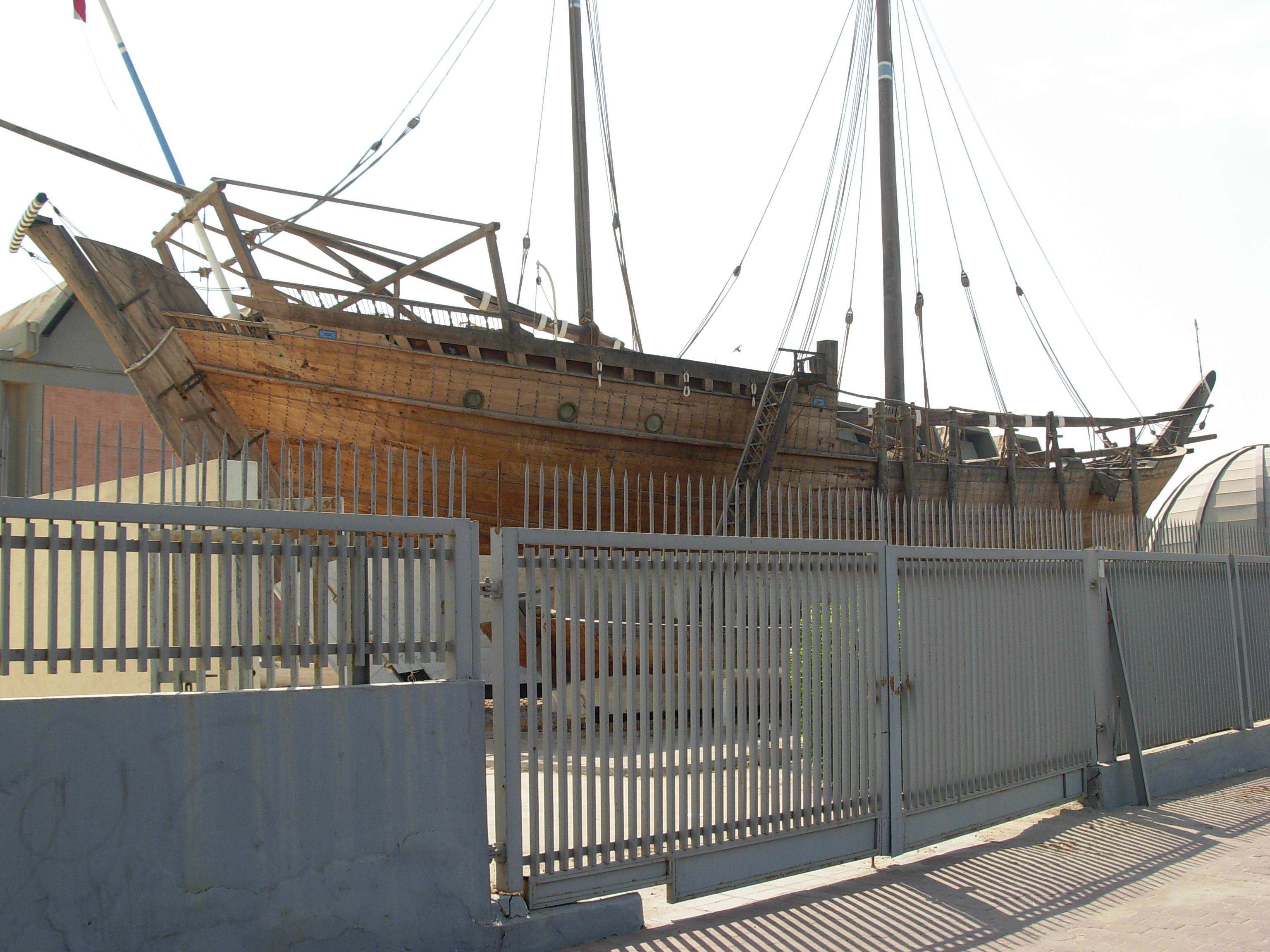
Al Muhallab, um dhow histórico exibido no MNK

O Museu Nacional do Kuwait é o museu nacional do estado do Kuwait, localizado na Cidade do Kuwait, a capital do país. Foi fundado em 1983 e o seu edifício foi desenhado pelo arquiteto Michel Ecochard.
O museu compreende cinco edifícios dispostos em torno de um jardim central, e a sua organização é paralela ao plano arquitetónico da casa de argila vernacular árabe com um pátio central. Os edifícios principais estão ligados por passagens elevadas. Ecochard explicou que o agrupamento destes edifícios corresponde ao conhecimento da península Arábica, a sua geografia, a sua história e a sua civilização.
Em 2014, o museu foi descrito como "sub-aproveitado".